# 費克納姆
費克納姆（Fakenham）是英國英格蘭諾福克郡的一個城鎮和民政教區，位於諾維奇西北25 mi（40 km）。費克納姆面積3.49 sq mi（9.0 km2）。2001年英國人口普查時，費克納姆有人口7,357人，2011年增加到7,617人。

## 友好城市
- 法國 奥利韦

## 外部連結
- Information from Genuki Norfolk （页面存档备份，存于） on Fakenham.
- Fakenham Town Council （页面存档备份，存于）